# A Special from the Spectrum
A Special from the Spectrum — запись живого концертного выступления группы Dio. Была доступно только на VHS, хотя большая часть работы была повторно издана на «We Rock DVD», за исключением первого трека «Stand up and Shout». Видео было удостоено золотого диска RIAA, поскольку было продано 50 000 экземпляров этой записи.

## Список композиций
1. «Stand Up and Shout»
2. «Don’t Talk to Strangers»
3. «Mystery»
4. «Egypt (The Chains Are On)»
5. «Heaven and Hell»
6. гитарное соло Vivian Campbell
7. «Heaven and Hell»
8. «The Last in Line»
9. «Rainbow in the Dark»
10. «The Mob Rules»
11. «We Rock»

## Группа
- Ронни Джеймс Дио — вокал
- Вивиан Кэмпбелл — соло-гитара
- Джимми Бэйн — бас-гитара
- Винни Апписи — ударные